# Korfbal 1993-1994
Korfbalseizoen 1993-1994 is een korfbalseizoen van het KNKV. In dit seizoen is de opzet van de veldcompetitie aangepast en de zaalcompetitie bleef ongewijzigd qua opzet. De verandering in de veldopzet is het aantal poules. In plaats van 2 poules met elk 8 teams zijn er vanaf dit seizoen 4 poules met elk 4 teams. Ook in de totale competitie onderverdeeld in 2 fases.

## Veldcompetitie KNKV
In seizoen 1993-1994 was de hoogste Nederlandse veldkorfbalcompetitie in de KNKV de Hoofdklasse; 4 poules met elk 4 teams. Elke poule speelt in de eerste competitiehelft 6 wedstrijden en hierna worden nieuwe poules gemaakt voor de tweede competitiehelft. In de tweede competitiehelft zijn er 2 kampioenspoules en 2 degradatiepoules.

### Eerste competitie Fase
In deze fase zijn er 4 Hoofdklasse poules. Elk team speelt 6 wedstrijden en de nummers 1 en 2 van elke poule schuift door naar de kampioenspoules in de Tweede competitie Fase. De nummers 3 en 4 van elke poule schuiven door naar de degradatiepoules.
Hoofdklasse Veld Poule A
| pos | club     | gs | w | g | v | pnt | dv | dt | dt  |
| --- | -------- | -- | - | - | - | --- | -- | -- | --- |
| 1.  | Dalto    | 6  | 5 | 0 | 1 | 10  | 92 | 70 | +22 |
| 2.  | ROHDA    | 6  | 4 | 0 | 2 | 8   | 88 | 62 | +26 |
| 3.  | E.K.C.A. | 6  | 2 | 0 | 4 | 4   | 73 | 90 | -17 |
| 4.  | DEVD     | 6  | 1 | 0 | 5 | 2   | 52 | 83 | -31 |

Hoofdklasse Veld Poule B
| pos | club              | gs | w | g | v | pnt | dv | dt | dt  |
| --- | ----------------- | -- | - | - | - | --- | -- | -- | --- |
| 1.  | PKC               | 6  | 4 | 0 | 2 | 8   | 89 | 68 | +21 |
| 2.  | Nic.              | 6  | 4 | 0 | 2 | 8   | 75 | 71 | +4  |
| 3.  | Oost-Arnhem       | 6  | 4 | 0 | 2 | 8   | 82 | 80 | +2  |
| 4.  | HKV/Ons Eibernest | 6  | 0 | 0 | 6 | 0   | 53 | 80 | -27 |

Hoofdklasse Veld Poule C
| pos | club           | gs | w | g | v | pnt | dv | dt | dt  |
| --- | -------------- | -- | - | - | - | --- | -- | -- | --- |
| 1.  | Deetos         | 6  | 5 | 0 | 1 | 10  | 83 | 66 | +17 |
| 2.  | Blauw-Wit      | 6  | 4 | 0 | 2 | 8   | 91 | 81 | +10 |
| 3.  | DKOD           | 6  | 3 | 0 | 3 | 6   | 83 | 76 | +7  |
| 4.  | Allen Weerbaar | 6  | 0 | 0 | 6 | 0   | 61 | 95 | -34 |

Hoofdklasse Veld Poule D
| pos | club       | gs | w | g | v | pnt | dv  | dt | dt  |
| --- | ---------- | -- | - | - | - | --- | --- | -- | --- |
| 1.  | Fortuna    | 6  | 4 | 1 | 1 | 9   | 97  | 87 | +10 |
| 2.  | AKC        | 6  | 4 | 1 | 1 | 9   | 103 | 94 | +9  |
| 3.  | Groen Geel | 6  | 1 | 2 | 3 | 4   | 85  | 94 | -9  |
| 4.  | DOS'46     | 6  | 1 | 0 | 5 | 2   | 78  | 88 | -10 |

### Tweede competitie Fase
In deze competitiefase zijn er 4 nieuwe poules ingedeeld op basis van de resultaten van de eerste competitie fase.
Er zijn nu 2 kampioenspoules, elk met 4 teams. Van de 2 kampioenspoules gaan de bovenste 2 teams door naar de kruisfinale en finale.
Ook zijn er 2 degradatiepoules, elk met 4 teams. Van de 2 degradatiepoules degraderen de onderste 2 teams.
Kampioenspoule Veld Poule A
| pos | club   | gs | w | g | v | pnt | dv | dt | dt |
| --- | ------ | -- | - | - | - | --- | -- | -- | -- |
| 1.  | Nic.   | 6  | 4 | 0 | 2 | 8   | 72 | 67 | +5 |
| 2.  | Deetos | 6  | 3 | 1 | 2 | 7   | 78 | 69 | +9 |
| 3.  | AKC    | 6  | 2 | 1 | 3 | 5   | 91 | 96 | -5 |
| 4.  | Dalto  | 6  | 1 | 2 | 3 | 4   | 80 | 89 | -9 |

Kampioenspoule Veld Poule B
| pos | club      | gs | w | g | v | pnt | dv | dt | dt  |
| --- | --------- | -- | - | - | - | --- | -- | -- | --- |
| 1.  | ROHDA     | 6  | 5 | 0 | 1 | 10  | 89 | 74 | +15 |
| 2.  | PKC       | 6  | 4 | 1 | 1 | 9   | 96 | 77 | +19 |
| 3.  | Blauw Wit | 6  | 1 | 1 | 4 | 3   | 74 | 91 | -17 |
| 4.  | Fortuna   | 6  | 1 | 0 | 5 | 2   | 78 | 95 | -17 |

Degradatiepoule Veld Poule C
| pos | club           | gs | w | g | v | pnt | dv | dt  | dt  |
| --- | -------------- | -- | - | - | - | --- | -- | --- | --- |
| 1.  | DOS'46         | 6  | 4 | 1 | 1 | 9   | 99 | 72  | +27 |
| 2.  | Oost-Arnhem    | 6  | 4 | 1 | 1 | 9   | 96 | 76  | +20 |
| 3.  | Allen Weerbaar | 6  | 2 | 1 | 3 | 5   | 73 | 83  | -10 |
| 4.  | E.K.C.A.       | 6  | 0 | 1 | 5 | 1   | 72 | 109 | +37 |

Degradatiepoule Veld Poule D
| pos | club              | gs | w | g | v | pnt | dv  | dt | dt  |
| --- | ----------------- | -- | - | - | - | --- | --- | -- | --- |
| 1.  | DKOD              | 6  | 6 | 0 | 0 | 12  | 108 | 70 | +38 |
| 2.  | HKV/Ons Eibernest | 6  | 2 | 2 | 2 | 6   | 69  | 79 | -10 |
| 3.  | DEVD              | 6  | 1 | 1 | 4 | 3   | 84  | 92 | -8  |
| 4.  | Groen Geel        | 6  | 1 | 1 | 4 | 3   | 73  | 93 | -20 |

### Finale
| Hoofdklasse Finale |       |    |   |  |
|                    |       |    |   |  |
| A1                 | Nic.  | 16 | 9 |  |
| B1                 | ROHDA | 10 | 8 |  |

| Veldkampioen van Nederland 1994 |
| ------------------------------- |
| Nic.                            |

## Zaalcompetitie KNKV
In seizoen 1993-1994 was de hoogste Nederlandse zaalkorfbalcompetitie in de KNKV de Hoofdklasse; 2 poules met elk 8 teams. Het kampioenschap is voor de winnaar van de kampioenswedstrijd, waarin de kampioen van de Hoofdklasse A tegen de kampioen van de Hoofdklasse B speelt.
 Hoofdklasse A
| pos | club       | gs | w  | g | v  | pnt | dv  | dt  | dt  |
| --- | ---------- | -- | -- | - | -- | --- | --- | --- | --- |
| 1.  | ROHDA      | 14 | 10 | 2 | 2  | 22  | 263 | 229 | +34 |
| 2.  | PKC        | 14 | 9  | 2 | 3  | 20  | 244 | 214 | +30 |
| 3.  | Nic.       | 14 | 9  | 2 | 3  | 20  | 246 | 225 | +21 |
| 4.  | AKC        | 14 | 7  | 2 | 5  | 16  | 239 | 223 | +16 |
| 5.  | DOS'46     | 14 | 6  | 2 | 6  | 14  | 246 | 236 | +10 |
| 6.  | Groen Geel | 14 | 4  | 2 | 9  | 10  | 219 | 236 | -17 |
| 7.  | Drachten   | 14 | 4  | 0 | 11 | 8   | 215 | 258 | -43 |
| 8.  | DVO        | 14 | 2  | 0 | 12 | 4   | 189 | 240 | -51 |

Hoofdklasse B
| pos | club          | gs | w  | g | v  | pnt | dv  | dt  | dt  |
| --- | ------------- | -- | -- | - | -- | --- | --- | --- | --- |
| 1.  | DKOD          | 14 | 12 | 0 | 2  | 24  | 241 | 202 | +39 |
| 2.  | Deetos        | 14 | 10 | 2 | 2  | 22  | 262 | 191 | +71 |
| 3.  | Blauw-Wit     | 14 | 7  | 1 | 6  | 15  | 261 | 255 | +6  |
| 4.  | Fortuna       | 14 | 6  | 1 | 7  | 13  | 246 | 249 | -3  |
| 5.  | Oost-Arnhem   | 14 | 6  | 0 | 8  | 12  | 257 | 243 | +14 |
| 6.  | Blauw-Wit (H) | 14 | 5  | 1 | 8  | 11  | 233 | 254 | -21 |
| 7.  | Nääs          | 14 | 4  | 1 | 9  | 9   | 248 | 288 | -40 |
| 8.  | Swift         | 14 | 3  | 0 | 11 | 6   | 211 | 277 | -66 |

### Topscoorders van de zaalcompetitie
| Naam                | Club          | Goals |
| ------------------- | ------------- | ----- |
| Rob Middelhoek      | AKC Blauw-Wit | 76    |
| Erik Snaphaan       | Fortuna       | 76    |
| Jacqueline Haksteen | Deetos        | 35    |

De finale werd gespeeld op zaterdag 26 maart 1994 in sportpaleis Ahoy, Rotterdam
| Hoofdklasse Finale |       |    |
|                    |       |    |
| A1                 | ROHDA | 14 |
| B1                 | DKOD  | 10 |

| Zaalkampioen van Nederland 1994 |
| ------------------------------- |
| ROHDA                           |

## Prijzen
| Award                             | Winnaar             | Club   |
| --------------------------------- | ------------------- | ------ |
| Beste Speler                      | Taco Poelstra       | Nic.   |
| Beste Speelster                   | Jacqueline Haksteen | Deetos |
| Coach van het Jaar                | Ron Massing         | ROHDA  |
| Beste Debutant van het Jaar       | Aart Heibeek        | Deetos |
| Beste Debutante van het Jaar      | Heleen van der Wilt | DKOD   |
| Beste Scheidsrechter van het Jaar | Luit Kannegieter    |        |